# Камчатська Українська Окружна Рада
Камчатська Українська Окружна Рада — територіальний орган національного самоврядування українського населення Камчатської області в 1918–1922 роках. 
Камчатська Українська Окружна Рада діяла в Петропавловську-Камчатському, де існувала українська громада. Найвіддаленіша Окружна Рада республіки. Через складність комунікації з цим регіоном в умовах громадянської війни координація діяльності з керівними українськими органами Далекого Сходу була ускладнена.